# Freddie Frith
Frederick Lee Frith (Grimsby,30 de mayo de 1909 – Grimsby, 24 de mayo de 1988) fue un piloto de motociclismo británico y es el primer campeón del mundo de la historia en conseguir de la categoría de 350cc en 1949. De profesión cantero, se dedicó después a mecánico de motos en Grimsby, fue un piloto estilista, que consiguió en cinco ocasiones el TT Isla de Man. Frith fue uno de los pocos pilotos en ganar la TT antes y después de la Segunda Guerra Mundial.

## Biografía
El primer gran resultado de Frith fue el Manx Grand Prix en 1930 pilotando una Velocette KTT de 350cc, acabando tercero. Se tuvo que retirar de la carrera de 500 cc. En 1935, ganó esa misma carrera y se unió al equipo de Norton para disputar la TT Isla de Man de 1936. Una buena decisión ya que se proclamó campeón del Junior TT y acabó segundo del Senior TT así como consigue también el Campeonato Europeo de 350cc. En TT Isla de Man de 1937 repitió la victoria en la categoría Senior.
Después de acabar tercero en la TT Isla de Man de 1939 de la categoría Senior y luchar en la Segunda Guerra Mundial, se perdió a la vuelta la edición de 1947 debido a una caída en los entrenamientos de la 500cc con una Moto Guzzi. Volvería a la TT con una Velocette en 1948, ganando la prueba Junior, repitiendo ese éxito un año después. Freddie fue el primer campeón del mundo de la categoría de 350cc en 1949, ganando todas las cinco carreras del calendario.

## Resultados en el Campeonato del Mundo de Motociclismo
Sistema de puntuación en 1949:
| Posición | 1.º | 2.º | 3.º | 4.º | 5.º | Vuelta rápida |
| Puntos   | 10  | 8   | 7   | 6   | 5   | 1             |

(Carreras en negrita indica pole position, carreras en cursiva indica vuelta rápida)
| Año  | Cat.  | Equipo    | 1       | 2     | 3       | 4       | 5     | 6     | Pts. | Pos. |
| ---- | ----- | --------- | ------- | ----- | ------- | ------- | ----- | ----- | ---- | ---- |
| 1949 | 350cc | Velocette | IOM 1   | SUI 1 | NED 1   | BEL 1   | ULS 1 |       | 33   | 1.º  |
| 1949 | 500cc | Velocette | IOM Ret | SUI 5 | NED Ret | BEL Ret | ULS - | NAT - | 0    | -    |